# Redoute d'Ameide
La redoute des écluses d'Ameide était une redoute sur le côté est du village néerlandais d'Ameide.  

## Histoire
La redoute était située près du hameau de Sluis et a été construite par l' armée des États en 1672 pendant la guerre de Hollande, et faisait partie de l'ancienne ligne d'eau hollandaise. En raison de l'inondation des polders, l'armée française a été forcée d'utiliser les digues élevées de la rivière; la redoute d'Ameide dut arrêter cette avancée. L'ouvrage de défense a été installé transversalement à la digue et consistait en une double rangée de palissades, un parapet en bois de saule tissé et un mur de terre d'environ 2 mètres de haut. 
La redoute était occupée par 300 soldats et quelques officiers, dirigés par le colonel Joseph Bampfield. De manière totalement inattendue, la redoute fut attaquée dans la nuit du 27 novembre 1672 par une armée française de 800 soldats, 200 cavaliers et 150 officiers : quatre déserteurs des États avaient amené les soldats français le long des plaines inondables et de la digue très proche les défenses, après quoi le la redoute et les défenseurs par les grenadiers français furent bombardés avec des grenades. Puis la rampe a été prise d'assaut. Les soldats néerlandais ont réussi à s'échapper, mais le village d'Ameide a ensuite été saccagé et détruit par l'armée française. 
Les troupes auxiliaires dirigées par le maréchal Paulus Wirtz (également Paul Würtz) ont été envoyées à Ameide depuis Gorinchem, mais quand elles sont arrivées le matin, l'armée française était déjà partie.     
Cependant, sur le chemin du retour à travers la redoute, les Français ont été canonés par deux navires hollandais, ancrés sur le Lek. Plusieurs personnes ont été tuées du côté français. Un peu plus loin, près d'Achthoven, un noble officier français est mortellement touché par un coup de feu.    
Finalement, seules deux personnes sont mortes du côté de l'État; la redoute avait à peine été endommagée.   